# Kintélé

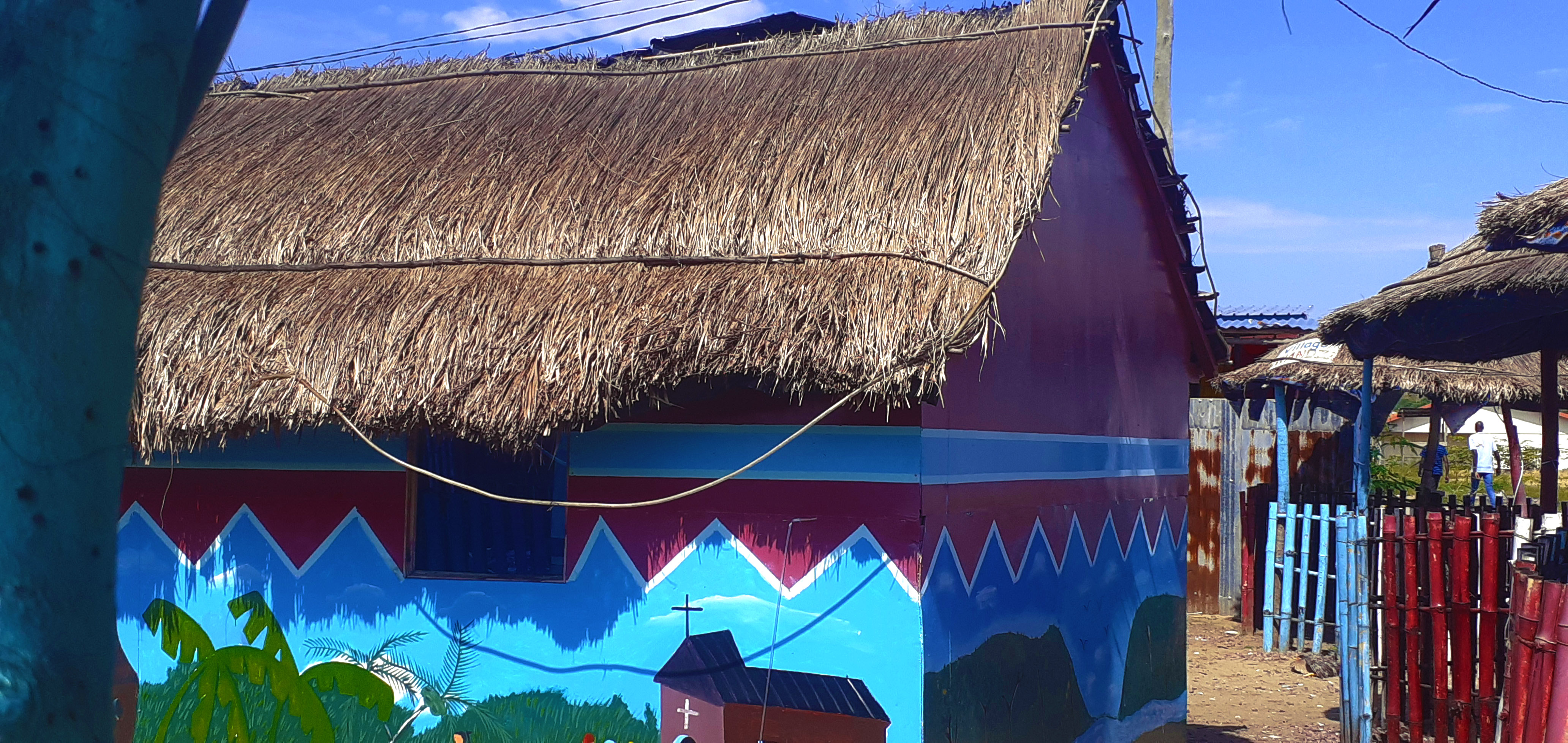
Rénovation colorée des cases du site d'hébergement (« Mille logements ») destiné à accueillir les sans-abris après la tragédie du 4 mars 2012.

Kintélé est une ville en banlieue nord-est de Brazzaville, en République du Congo, érigée en commune à part entière en 2017 et située dans le district d'Ignié du département du Pool. Elle comptait 71 629 habitants en 2023, date du dernier recensement officiel du pays,. En février 2024, Kintele est devenu une commune du ressort du département de Brazzaville (Loi n 29-2024 du 8 février 2024).
Elle est bordée à l'ouest par la rivière Djiri et au sud et à l'est par le fleuve Congo.
Elle est reliée à Brazzaville par le viaduc Talangaï-Kintélé qui surplombe le lit majeur du Congo.
Les équipements les plus remarquables de la ville sont le complexe sportif de la Concorde de Kintélé (construit à l'occasion des Jeux africains de 2015) et l'université Denis Sassou Nguesso (UDSN) inaugurée en février 2021.